# Alatocladia
Alatocladia (Yendo) Johansen, 1969  é o nome botânico  de um gênero de algas vermelhas pluricelulares da família Corallinaceae, subfamília Corallinoideae.
- São algas marinhas, encontradas no Japão, Coreia e Rússia.

## Espécies
Atualmente apresenta 1 espécie taxonomicamente aceita:
- Alatocladia modesta (Yendo) Johansen, 1969

= Calliarthron modestum (Yendo) Manza, 1937